# Maurizio Nichetti
Maurizio Nichetti (Milà de 8 de maig de 1948) és un actor, guionista i director cinematogràfic italià.

## Biografia
Després del seu pas pel liceu científic, Nichetti s'inscriu en arquitectura per a obtenir la llicenciatura en 1975. Mentrestant comencen els seus primers passos en el món de l'espectacle. En 1971 comença a treballar com a guionista per a la Bruno Bozzetto Film al mateix temps que, sl Piccolo Teatre de la capital llombarda segueix un curs de mim impartit per una alumna d'Etienne Decroux. Passa a formar part del grup teatral Quelli di Grock, on perfecciona les seves habilitats com mim surrealista que caracteritzarà gran part de la seva carrera posterior.
El 1979, el seu primer film, Ratataplan suposa un èxit al seu país d'origen, permetent-li iniciar la seva carrera com a actor-director que li ha guanyat el títol de El Woody Allen italià.
Entri 1984 i 1985 dirigeix i condueix al costat de Sydney Rome el programa de varietats Quo vadiz?, a Retequattro, mentre que entri 1985 i 1986 s'encarrega de la producció infantil Pista!, de Raiuno, amb la participació de la Banda Osiris. La seva pel·lícula de 1989 Ladri di saponette va guanyar el Sant Jordi d'Or del 16è Festival Internacional de Cinema de Moscou.
El 1998 forma part del jurat del 48è Festival Internacional de Cinema de Berlín, i en 1999 forma part així mateix del jurat del Festival Internacional de Cinema de Canes
Des del 2004 dirigeix el Trento Film Festival.

## Filmografia

### Director
- Ratataplan (1979)
- Ho fatto splash (1980)
- Domani si balla! (1982)
- Il Bi e il Ba (1985)
- Ladri di saponette (1989)
- Volere volare (1991)
- Stefano Quantestorie (1993)
- Palla di neve (1995)
- Luna e l'altra (1996)
- Honolulu Baby (2001)
- Mammamia! (2003-2004) - sèrie de televisió
- Le avventure di Neve & Gliz (2005) - sèrie de televisió
- Dottor Clown (2008) - telefilm
- Agata e Ulisse (2011) - telefilm

### Guionista
- Oppio per oppio, dirigida per Bruno Bozzetto (1972) - curtmetratge
- La cabina, dirigida per Bruno Bozzetto (1973) - curtmetratge
- Il signor Rossi cerca la felicità, dirigida per Bruno Bozzetto (1976)
- Allegro non troppo, dirigida per Bruno Bozzetto (1976)
- I sogni del signor Rossi, dirigida per Bruno Bozzetto (1977)
- Le vacanze del signor Rossi, dirigida per Bruno Bozzetto (1978)
- La scomparsa di Patò, dirigida per Rocco Mortelliti (2012)

### Actor
- Re Cervo, dirigida per Andrea Camilleri (1970) - minisèrie de televisió
- Oppio per oppio, dirigida per Bruno Bozzetto (1972) - curtmetratge
- La cabina, dirigida per Bruno Bozzetto (1973) - curtmetratge
- Allegro non troppo, dirigida per Bruno Bozzetto (1976)
- S.O.S., dirigida per Guido Manuli (1979) - curtmetratge
- Ratataplan (1979)
- Ho fatto splash (1980)
- Morto Troisi, viva Troisi!, dirigida per Massimo Troisi (1982) - telefilm
- Domani si balla! (1982)
- I paladini: storia d'armi e d'amori, dirigida per Giacomo Battiato (1983)
- Bertoldo, Bertoldino e Cacasenno, dirigida per Mario Monicelli (1984)
- Sogni e bisogni, dirigida per Sergio Citti (1985) - minisèrie de televisió
- Ladri di saponette (1989)
- Volere volare (1991)
- Stefano Quantestorie (1993)
- Tous les jours dimanche, dirigida per Jean-Charles Tacchella (1994)
- Palla di neve (1995)
- Luna e l'altra (1996)
- Honolulu Baby (2001)
- Ciao America, dirigida per Frank Ciota (2002)
- Somewhere, dirigida per Sofia Coppola (2010)
- Arrivano i prof, dirigida per Ivan Silvestrini (2018)
- E noi come stronzi rimanemmo a guardare, dirigida per Pif (2021)

### Productor
- Ladri di saponette (1989)
- Volere volare (1991)
- Stefano Quantestorie (1993)
- L'Articolo 2 (1994)
- Luna e l'altra (1996)

## Reconeixements
- David di Donatello
  - 1991 – Millor argument per Volere volare

- Nastro d'argento
  - 1980 – Millor director novell per Ratataplan
  - 1989 – Millor argument per Ladri di saponette
  - 1989 Georghi D'Or al Festival Internacional de Cinema de Moscou
  - 1997 – Milloe director – Luna e l'altra

- Festival Internacional de Cinema Fantàstic de Brussel·les
  - 1997 – Corveau d'or per Luna e l'altra

- Premi Quiliano Cinema 
  - 2017 – Millor director consolidat